# Inaktivovaná vakcína
Inaktivovaná vakcína (neboli usmrcená vakcína) je vakcína sestávající z virových částic, bakterií nebo jiných patogenů, které byly vypěstovány v kultuře a poté usmrceny, aby nezpůsobily dané onemocnění. Naproti tomu živé vakcíny používají patogeny, které jsou stále živé (ale jsou téměř vždy oslabené). Patogeny pro inaktivované vakcíny jsou pěstovány za kontrolovaných podmínek a jsou zabíjeny, aby došlo ke snížení možnosti nakazit se právě vakcínou.
Inaktivované vakcíny jsou klasifikovány v závislosti na metodě použité k inaktivaci viru:
- Vakcíny s celým virem používají celou virovou částici, plně zničenou pomocí tepla, chemikálií nebo záření,[3] ačkoliv vakcíny na lidská onemocnění jsou inaktivovány především chemicky (formaldehyd, beta-propiolakton).[4]
- Vakcíny se štěpeným virem se vyrábějí s použitím detergentu, který poruší virus.[2]
- Podjednotkové vakcíny jsou vyráběny čištěním antigenů, které nejlépe stimulují imunitní systém k reakci na virus, s tím, že jsou zároveň odstraněny další složky, které jsou nezbytné pro replikaci nebo přežití viru či které mohou způsobit nežádoucí reakce.[2][3]

Protože inaktivované viry mají tendenci produkovat slabší odezvu imunitního systému než živé viry, může být v některých vakcínách nutné přidat imunologické adjuvans nebo aplikovat vícenásobné posilovací injekce k zajištění účinné imunitní reakce proti patogenu.
Oslabené vakcíny jsou často vhodnější pro obecně zdravé lidi, protože jedna dávka je často bezpečná a velmi účinná. Někteří lidé však nemohou užívat atenuované vakcíny, protože pro ně patogen představuje příliš velké riziko (například starší lidé nebo lidé s imunodeficiencí). Těmto pacientům může poskytnout ochranu inaktivovaná vakcína.

## Příklady
Typy:
- Virové:
  - Injekční vakcína proti obrně (Salkova vakcína)
  - Vakcína proti hepatitidě A
  - Vakcína proti vzteklině
  - Většina vakcín proti chřipce
  - Vakcína proti klíšťové encefalitidě
  - Některé vakcíny proti covidu-19: BBIBP-CorV, CoronaVac, Covaxin, QazVac, TURKOVAC, CoviVac
- Bakteriální:
  - Injekční vakcína proti tyfu
  - Vakcína proti choleře
  - Morová vakcína
  - Vakcína proti černému kašli

## Mechanismus
Částice patogenu jsou zničeny a nemohou se dělit, ale patogeny si udržují část své integrity, aby byly rozpoznány imunitním systémem a vyvolaly adaptivní imunitní odpověď. Pokud je vakcína vyrobena správně, není infekční, ale nesprávná inaktivace může mít za následek, že obsahuje neporušené a infekční částice.